# Цветков, Пётр Михайлович
Цветко́в Пётр Миха́йлович (около 1803—4 ноября 1877) — русский священник, законоучитель, богослов XIX века.

## Биографические вехи
Сын священника.
1823 год — окончил Санкт-Петербургскую духовную семинарию.
1824—1825 гг. — в Петропавловском училище: преподаватель латинского и греческого языков, географии и арифметики.
1825 год — получил чин диакона Андреевского собора в Кронштадте.
1829 год — возведён в священники церкви святого апостола Павла в селе Александровском.
1835 год — получил сан священника Троицкой церкви Александровской мануфактуры в селе Александровском. В 1840 году был награждён скуфьей.
1851 год — священник церкви Св. Митрофана Воронежского, расположенной на территории Митрофаниевского кладбища Санкт-Петербурга.
1873 год — возведён в чин протоиерея.
Умер 4 ноября 1877 года. Похоронен на Митрофаниевском кладбище.

## Публикации
1. «Краткое историческое описание святыни Новгородской» / — Спб., тип. 2-го отд-ния Собственной е. и. вел. канцелярии, 1850. — 93 с.[4]
2. "О молитве. Некоторые из уроков, читанных в воскресные дни пред литургией для назидания детям Учебного заведения, состоящего при Александровской монофактуре, Законоучителем свящ. Петром Цветковым / — Спб., тип. К. Вакгебера, 1839. — 213 с.[5]
3. "О молитве господней. (О правильном её разумении и употреблении). 2-е испр. изд. / — Спб., тип. 3-го Отд. Соб. у. и. в. канцелярии, 1849. — 104 с.[6]
4. "О молитве господней. (О правильном её разумении и употреблении). 4-е испр. изд. / — Спб., тип. Н. Деноткина, 1859. — 146 с.[7]
5. "О молитве христианина, в разных потребностях и отношениях его жизни. 2-е испр. и умнож. изд. / — Спб, тип. тип. 3-го отд-ния Собственной е. и. вел. канцелярии, 1849. — 179 с.[8]
6. "О молитве христианина и в частности: о молитве господней. В 2-х ч. [Составлено на основании священного писания и учения святых отцев]. 3-е испр. изд. / — Спб, Кораблев и Сиряков, 1852. — 428 с.[9]
7. Христианская милостыня в год глада / — Спб., тип. Мед. деп. Минист. вн. дел, 1834. — 231 с.[10]